# Rivière Blanche (rivière des Mères)
Pour les articles homonymes, voir Rivière Blanche.
La rivière Blanche est un affluent de la rive sud-est de la rivière des Mères laquelle coule vers le nord-est jusqu'à la rive sud du fleuve Saint-Laurent. Ce cours d'eau coule dans les municipalités de La Durantaye et Saint-Vallier, dans la municipalité régionale de comté (MRC) de Bellechasse, dans la région administrative de Chaudière-Appalaches, dans la province de Québec, au Canada.

## Géographie
La rivière Blanche prend sa source du côté sud du village de La Durantaye, du côté est de la rue Norbert-Morin. Cette source est située à 0,9 km au sud du village de La Durantaye et 2,1 km à l'ouest du "lac aux Canards". La rivière Blanche coule vers le nord-est surtout en zone agricole, plus ou moins en parallèle (du côté sud-est) à la rivière des Mères.
À partir de sa source, la rivière Blanche" coule sur 9,5 km, répartis selon les segments suivants :
- 2,4 km vers le nord-est, en passant du côté sud du village de La Durantaye, jusqu'au chemin du lac ;
- 1,4 km vers le nord-est, en traversant le chemin de fer du Canadien National et le chemin du 4e rang Est, jusqu'au chemin d'Azur ;
- 1,0 km vers le nord-est, jusqu'à la limite de La Durantaye et de Saint-Vallier ;
- 2,6 km vers le nord-est, en recueillant les eaux du ruisseau Corriveau (venant du sud), jusqu'au pont de l'autoroute 20 ;
- 2,1 km vers le nord-est, en recueillant les eaux de la Décharge du lac aux Canards (venant du sud), jusqu'à sa confluence.

La rivière Blanche se déverse sur la rive sud-est de la rivière des Mères, tout près du pont de la route "Montée de la Station". Cette confluence est située du côté nord de l'autoroute 20 (près de la sortie 356), au sud du village de Saint-Vallier.

## Toponymie
Le toponyme Rivière Blanche a été officialisé le 5 décembre 1968 à la Commission de toponymie du Québec.

### Liens
- Ressources relatives à la géographie :   - Banque de noms de lieux du Québec
  - Base de données toponymiques du Canada